# Teltscher Haus

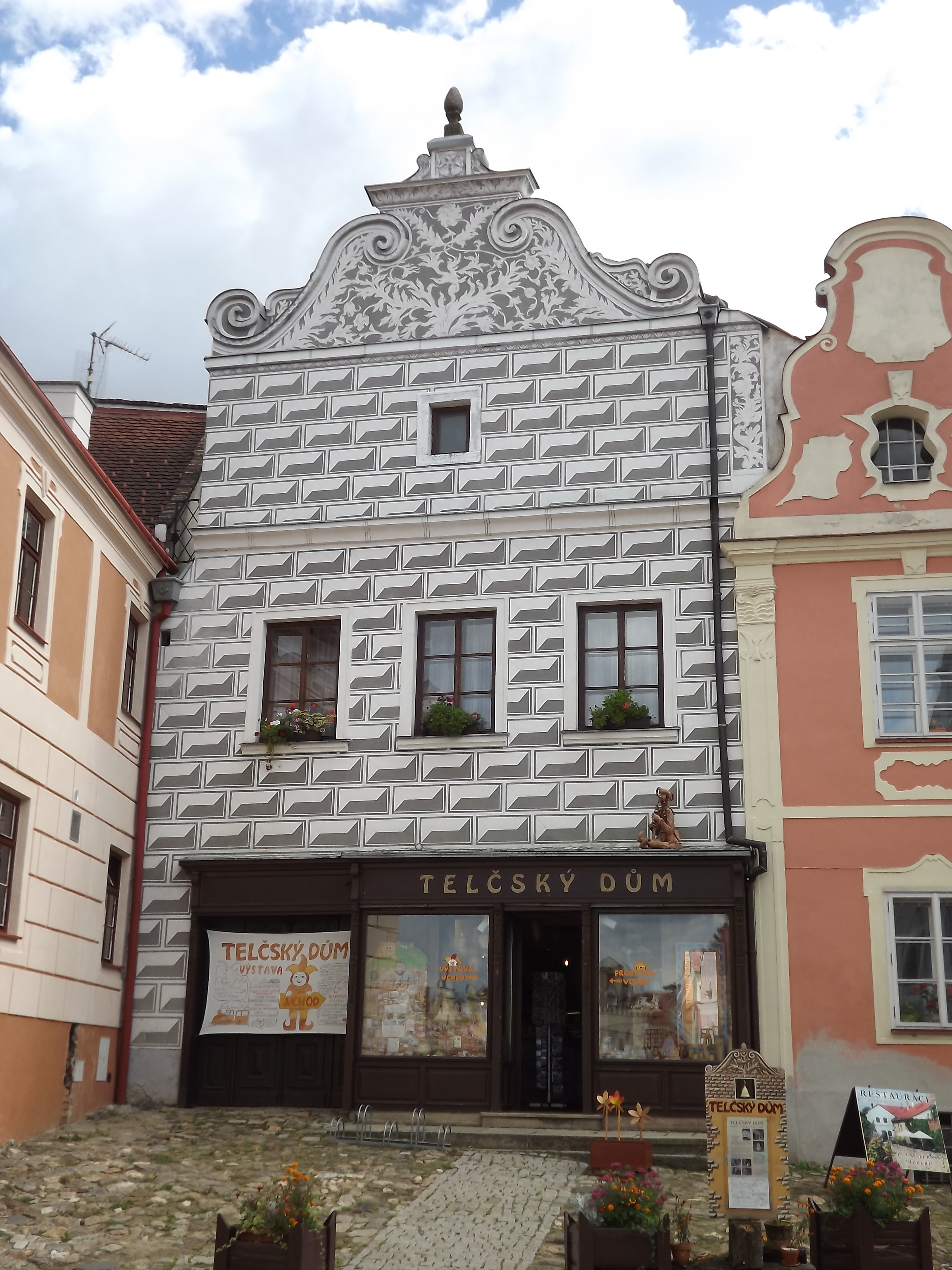
Teltscher Haus in Telč

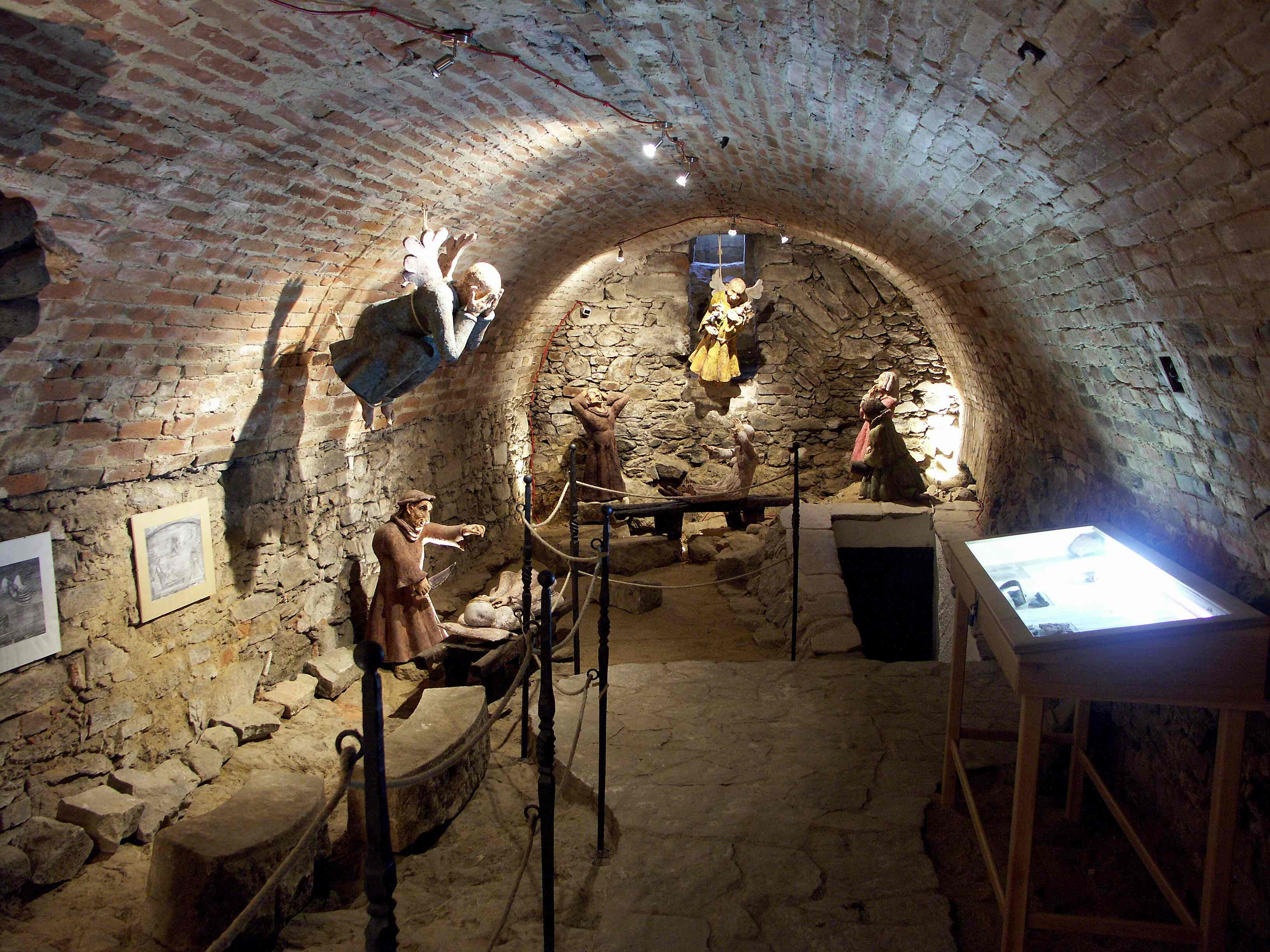
Gewölbekeller

Das Teltscher Haus (tschechisch Telčský dům) in Telč (deutsch Teltsch), einer tschechischen Stadt im Okres Jihlava der Region Vysočina, wurde im 17. Jahrhundert errichtet. Das ehemalige Wohnhaus am Marktplatz mit der Nr. 31 ist ein geschütztes Kulturdenkmal.
Im Haus kann eine Ausstellung zur Geschichte von Telč und seiner Umgebung besichtigt werden. Besonders interessant ist der alte Gewölbekeller.